# Hatioune
Hatioune est un village du Sénégal situé en Basse-Casamance. Il fait partie de la communauté rurale de Coubalan, dans l'arrondissement de Tenghory, le département de Bignona et la région de Ziguinchor.
Lors du dernier recensement (2002), le village comptait 714 habitants et 99 ménages.
Hathioune est situé au beau milieu de l'axe routier appélé "Route des Kalounayes" et qui s'étire, d'Est en Ouest, de Tobor à Diéba...